# گذر از زمستان
گذر از زمستان (به انگلیسی: Winter Passing) فیلمی محصول سال ۲۰۰۵ و به کارگردانی آدام رپ است. در این فیلم بازیگرانی همچون اد هریس، زویی دشانل، ویل فرل، آملیا وارنر، ایمی مدیگان، دالاس رابرتس، ماری جو دشانل، مایکل چرنوس، آنتونی رپ، جیم ترو-فراست، سم باتمز و ریچل درچ ایفای نقش کرده‌اند.